# Hög, Hudiksvalls kommun
Hög är kyrkbyn i Högs socken i Hudiksvalls kommun.
Byn ligger cirka 6 kilometer nordväst om Hudiksvall, vid Hornån som för ca 1000 år sedan mynnade just här (det finns spår av en gammal hamn). Här ligger sockenkyrkan, Högs kyrka, som förmodligen är landskapets äldsta från ca 1100.

## Ortnamnet
Namnet Hög skrevs (apud) Høgh 1314. Namnet har möjligen övertagits från en tingsplats från medelåldern. I närheten av Högs kyrka finns storhögen Kungshögen från romersk järnålder, som har gett Hög dess namn.

I Hög låg en av Hälsinglands tre kungsgårdar. Vid Högs kyrka finns två runstenar, Hälsinglands runinskrifter 11 och Hälsinglands runinskrifter 12. Båda runstenarna är skrivna med stavlösa runor, även kallade hälsingerunor. I närheten av kyrkan finns också en storhög, Kungshögen, som undersöktes 1953.